# Biegi narciarskie na Zimowych Igrzyskach Olimpijskich 1952 – sztafeta mężczyzn
Bieg sztafetowy mężczyzn podczas Zimowych Igrzysk Olimpijskich 1952 w Oslo został rozegrany 23 lutego. Wzięło w nim udział 52 zawodników z trzynastu krajów. Mistrzostwo olimpijskie w tej konkurencji wywalczyła reprezentacja Finlandii w składzie: Heikki Hasu, Paavo Lonkila, Urpo Korhonen i Tapio Mäkelä. 

## Wyniki
| Pozycja | Kraj                                                                                     | Czas                            | Strata |
| ------- | ---------------------------------------------------------------------------------------- | ------------------------------- | ------ |
|         | Finlandia · Heikki Hasu · Paavo Lonkila · Urpo Korhonen · Tapio Mäkelä                   | 2:20:16 35:01 35:22 35:47 34:06 | -      |
|         | Norwegia · Magnar Estenstad · Mikal Kirkholt · Martin Stokken · Hallgeir Brenden         | 2:23:13 36:52 36:07 35:37 34:37 | +2:57  |
|         | Szwecja · Nils Täpp · Sigurd Andersson · Enar Josefsson · Martin Lundström               | 2:24:13 36:19 36:39 35:43 35:32 | +3:57  |
| 4.      | Francja · Gérard Perrier · Benoît Carrara · Jean Mermet · René Mandrillon                | 2:31:11 38:53 37:35 38:00 36:43 | +10:55 |
| 5.      | Austria · Hans Eder · Friedrich Krischan · Karl Rafreider · Josef Schneeberger           | 2:34:36 38:41 39:50 38:16 37:49 | +14:20 |
| 6.      | Włochy · Arrigo Delladio · Nino Anderlini · Federico De Florian · Vincenzo Perruchon     | 2:35:33 38:46 38:08 40:51 37:48 | +15:17 |
| 7.      | Niemcy · Hubert Egger · Albert Mohr · Heinz Hauser · Rudi Kopp                           | 2:36:37 38:26 39:56 39:23 38:52 | +16:21 |
| 8.      | Czechosłowacja · Vladimír Šimůnek · Štefan Kovalčík · Vlastimil Melich · Jaroslav Cardal | 2:37:12 38:59 39:50 40:24 37:59 | +16:56 |
| 9.      | Szwajcaria · Fritz Kocher · Walter Lötscher · Alfred Kronig · Alfons Supersaxo           | 2:38:00 40:55 39:21 39:44 38:00 | +17:44 |
| 10.     | Rumunia · Moise Crăciun · Manole Aldescu · Dumitru Frăţilă · Constantin Enache           | 2:38:23 40:07 39:58 40:18 38:00 | +18:07 |
| 11.     | Islandia · Gunnar Pétursson · Ebeneser Þórarinsson · Jón Kristjánsson · Ívar Stefánsson  | 2:40:09 40:05 40:30 39:39 39:55 | +19:53 |
| 12.     | Stany Zjednoczone · George Hovland · John Burton · Theodore Farwell · Wendell Broomhall  | 2:53:28 44:01 43:23 43:06 42:58 | +33:12 |
| –       | Bułgaria · Iwan Stajkow · Petyr Kowaczew · Wasil Grujew · Boris Stoew                    | DNF 40:27 41:16 41:24 DNF       | -      |